# باشگاه فوتبال آیوی‌بریج تاون
باشگاه فوتبال آیوی‌بریج تاون (به انگلیسی: Ivybridge Town Football Club) یک باشگاه فوتبال در شهر آیوی‌بریج، کشور انگلستان است که در سال ۱۹۲۵ میلادی تأسیس شده‌است.